# Società Geologica Italiana
Die Società Geologica Italiana ist eine italienische wissenschaftliche Gesellschaft mit Sitz bei der Universität La Sapienza in Rom. Die „Italienische Geologische Gesellschaft“ fördert die geologische Forschung und das öffentliche Interesse an der Geologie und den Geowissenschaften.
Die gemeinnützige Organisation wurde auf Vorschlag des Wissenschaftlers und Politikers Quintino Sella auf dem zweiten internationalen Geologenkongress 1881 in Bologna gegründet. Von 1882 bis 2010 gab sie das Bollettino della Società Geologica Italiana heraus, das dann mit dem 1870 gegründeten Bollettino del Servizio Geologico d’Italia zum Italian Journal of Geosciences fusioniert wurde. 1988 war die Gesellschaft unter den Gründern der Commissione italiana di stratigrafia, die die italienischen Aktivitäten im Bereich der Stratigraphie koordiniert.
Für besondere wissenschaftliche Leistungen verleiht die Gesellschaft eine Reihe von Preisen, die nach den italienischen Geologen Secondo Franchi, Giorgio Dal Piaz, Quintino Sella, Giovanni Capellini und Raimondo Selli benannt sind.

## Präsidenten
- Giuseppe Meneghini (1882)[1]
- Giovanni Capellini (1883, 1886, 1889, 1894 und 1902)
- Antonio Stoppani (1884)
- Achille de Zigno (1885)
- Igino Cocchi (1887 und 1895)
- Giuseppe Scarabelli (1888)
- Torquato Taramelli (1890 und 1905)
- Gaetano Giorgio Gemmellaro (1891)
- Giovanni Omboni (1892)
- Arturo Issel (1893)
- Carlo De Stefani (1896)
- Dante Pantanelli (1897)
- Francesco Bassani (1898)
- Mario Canavari (1899)
- Nicola Pellati (1900)
- Carlo Fabrizio Paróna (1901 und 1913)
- Antonio Verri (1903)
- Romolo Meli (1904)
- Lucio Mazzuoli (1906)
- Federico Sacco (1907 und 1924)
- Alessandro Portis (1908)
- Giovanni di Stefano (1909)
- Luigi Baldacci (1910)
- Mario Cermenati (1911 und 1923)
- Bernardino Lotti (1912)
- Giorgio Dal Piaz (1914 und 1920)
- Giovanni D'Achiardi (1915 und 1921)
- Vittorio Novarese (1916 und 1922)
- Augusto Stella (1917 und 1927)
- Ettore Artini (1918 und 1925)
- Domenico Zaccagna (1919)
- Michele Gortani (1926 und 1947)
- Ferruccio Zambonini (1928–1929)
- Gioacchino De Angelis d'Ossat (1930)
- Ramiro Fabiani (1931)
- Paolo Vinassa de Regny (1932)
- Alessandro Martelli (1933)
- Alberto Pelloux (1934)
- Giuseppe Stefanini (1935)
- Giotto Dainelli (1936)
- Angelo Bianchi (1937)
- Camillo Crema (1938)
- Paolo Principi (1939)
- Ardito Desio (1940–1941)
- Luigi Gerbella (1942)
- Gian Alberto Blanc (1943)
- Serafino Cerulli-Irelli (1945)
- Guido Bonarelli (1946)
- Ramiro Fabiani (1948)
- Giovanni Merla (1949)
- Francesco Penta (1950)
- Livio Trevisan (1951 und 1971–1972)
- Silvio Vardabasso (1952)
- Enzo Beneo (1953)
- Piero Leonardi (1954–1955)
- Felice Ippolito (1956–1957 und 1975–1976)
- Francesco Scarsella (1958–1959)
- Alfredo Boni (1960–1961)
- Raimondo Selli (1962–1963)
- Sergio Venzo (1964–1965)
- Roberto Malaroda (1966–1967)
- Fiorenzo Mancini (1969–1970)
- Michele Deriu (1973–1974)
- Roberto Colacicchi (1977–1978)
- Enzo Giannini (1979–1980)
- Alberto Castellarin (1981–1982)
- Giorgio Vittorio Dal Piaz (1983–1984)
- Antonio Praturlon (1985–1986)
- Bruno D'Argenio (1987–1988)
- Maria Bianca Cita (1989–1990)
- Valerio Bortolotti (1991–1992)
- Giustino Ricchetti (1993–1997)
- Giampaolo Pialli (1998–1999)
- Uberto Crescenti (2000–2005)
- Forese Carlo Wezel (2006–2008)
- Carlo Doglioni (2009–2011 und 2012–2014)
- Elisabetta Erba (2015–2017)
- Sandro Conticelli (2018- )

Für 1968 gab es keinen Präsidenten, da der Amtsinhaber zurücktrat. Aufgrund des Zweiten Weltkriegs gab es 1944 keinen Präsidenten (und die Präsidenten für 1942/43 waren suspendiert).